# Liste der Naturdenkmale in Bad Belzig
Die Liste der Naturdenkmale in Bad Belzig nennt die Naturdenkmale in Bad Belzig im Landkreis Potsdam-Mittelmark in Brandenburg.
In den Spalten befinden sich folgende Informationen:
- Nr.: Identifizierungsnummer nach veröffentlichter Liste. Sie wird von der unteren Naturschutzbehörde des Landkreises oder der kreisfreien Stadt vergeben. Wenn sie bekannt ist, wird sie angegeben. In dieser Spalte kann sich zusätzlich das Wort Wikidata befinden, der entsprechende Link führt zu Angaben zu diesem Naturdenkmal bei Wikidata.
- Bezeichnung: Benennung des Naturdenkmals, in der Regel wird bei Bäume die Baumart genannt. Bekannte Eigennamen werden mit angegeben.
- Gemarkung: Ort oder Gemarkung, in der sich das Naturdenkmal befindet
- Lage: Nennt die Lage des Naturdenkmals im jeweiligen Ortsteil und die geografischen Koordinaten des Naturdenkmals. Link zu einem Kartenansichtstool, um Koordinaten zu setzen. In der Kartenansicht sind Naturdenkmale ohne Koordinaten mit einem roten beziehungsweise orangen Marker dargestellt und können in der Karte gesetzt werden. Denkmale ohne Bild sind mit einem blauen bzw. roten Marker gekennzeichnet, Denkmale mit Bild mit einem grünen beziehungsweise orangen Marker.
- Beschreibung: die Beschreibung des Naturdenkmales
- Schutzzweck: Erläutert den Grund der Unterschutzstellung
- Bild: Zeigt ein Bild des Naturdenkmales und gegebenenfalls ein Link zu weiteren Fotos im Medienarchiv Wikimedia Commons

## Bad Belzig
| Bild | Bezeichnung               | Lage | Beschreibung                                                                                  | Schutzzweck                                                  | Nummer |
| ---- | ------------------------- | --- | --------------------------------------------------------------------------------------------- | ------------------------------------------------------------ | ------ |
| BW   | Rot-Buche                 | Belzig, am Belziger Bach, Mühlenhölzchen, südlich des Sportplatzes (52° 8′ 41,1″ N, 12° 35′ 51,5″ O)                                                                   | Rotbuche (Fagus sylvatica). Kronendurchmesser 21 m                                            | Seltenheit, Eigenart, Landschaftsbild, Größe, hohes Alter    | 020-01 |
| BW   | Linde                     | Belzig, Puschkinstraße, an einer breiten Grundstückszufahrt (52° 8′ 36,8″ N, 12° 35′ 18,7″ O)                                                                          | Winter-Linde (Tilia cf. cordata). Kronendurchmesser 14 m                                      | Seltenheit, Eigenart, hohes Alter, Ortsbild                  | 020-02 |
| BW   | Blut-Buche                | Belzig, Belzig, gegenüber Krankenhaus, an der B102, südliche Straßenseite (52° 8′ 22,4″ N, 12° 35′ 56,4″ O)                                                            | Blut-Buche (Fagus sylvatica var. rubra). Kronendurchmesser 17 m                               | Seltenheit, Eigenart, Ortsbild                               | 020-03 |
| BW   | drei Eiben                | Belzig, Niemegker Straße, vor dem Altersheim "Zum heiligen Geist" (52° 8′ 27,1″ N, 12° 35′ 45,1″ O)                                                                    | Beeren-Eibe (Taxus baccata). Kronendurchmesser 7/8/7 m                                        | Seltenheit, Eigenart, Ortsbild                               | 020-04 |
| BW   | Trompetenbaum             | Belzig, Niemegker Straße, vor dem Altersheim "Zum heiligen Geist" (52° 8′ 27,3″ N, 12° 35′ 44,7″ O)                                                                    | Trompetenbaum (Catalpa bignonioides). Kronendurchmesser 12 m                                  | Seltenheit, Eigenart                                         | 020-05 |
| BW   | Sumpf-Eiche               | Belzig, Niemegker Straße, neben dem Altersheim in der parkähnlichen Anlage (52° 8′ 27,2″ N, 12° 35′ 45,8″ O)                                                           | Sumpf-Eiche (Quercus palustris). Kronendurchmesser 22 m                                       | Seltenheit, Eigenart, Größe, Ortsbild                        | 020-06 |
| BW   | Blut-Buche                | Belzig, auf dem Gelände der Kreisverwaltung, südlich des Gebäudes (52° 8′ 31,5″ N, 12° 35′ 4,6″ O)                                                                     | Blut-Buche (Fagus sylvatica var. rubra). Kronendurchmesser 17 m                               | Seltenheit, Eigenart, Ortsbild                               | 020-07 |
| BW   | Ulme                      | Belzig, auf dem Gelände der Kreisverwaltung, südlich des Gebäudes an der westlichen Grundstücksmauer (52° 8′ 31,9″ N, 12° 35′ 3,7″ O)                                  | Flatter-Ulme (Ulmus cf. laevis). Kronendurchmesser 14 m                                       | Seltenheit, Eigenart, Größe                                  | 020-08 |
| BW   | "Gefingerte" Rosskastanie | Belzig, auf dem Gelände der Kreisverwaltung, nördlich des Gebäudes, auf Parkplatz (52° 8′ 33,1″ N, 12° 35′ 5,9″ O)                                                     | "Gefingerte" Rosskastanie (Sorte) (Aesculus hippocastanum "Digitata"). Kronendurchmesser 14 m | Seltenheit, Eigenart (dendrologische Besonderheit)           | 020-09 |
| BW   | Platane                   | Belzig, auf dem Gelände der Kreisverwaltung, südlich des Gebäudes an der Auffahrt (Tor) (52° 8′ 30,9″ N, 12° 35′ 4″ O)                                                 | Ahornblättrige Platane (Platanus hispanica). Kronendurchmesser 17 m                           | Seltenheit, Eigenart                                         | 020-10 |
| BW   | Platane                   | Belzig, auf dem Gelände der Kreisverwaltung, südlich des Gebäudes an der Auffahrt (westlich) (52° 8′ 31,1″ N, 12° 35′ 3,5″ O)                                          | Ahornblättrige Platane (Platanus hispanica). Kronendurchmesser 17 m                           | Seltenheit, Eigenart                                         | 020-11 |
| BW   | Magnolie                  | Belzig, Niemöller-Straße 3, Grundstück nördlich des Landratsamtes, im Vorgarten (52° 8′ 33,4″ N, 12° 35′ 6,9″ O)                                                       | Tulpen-Magnolie (Magnolia cf. soulangiana). Kronendurchmesser 10 m                            | Seltenheit (dendrologische Besonderheit), Eigenart, Ortsbild | 020-12 |
| BW   | Tulpenbaum                | Belzig, Bahnhofsgasse 8, nahe der Bahnhofstraße, im Garten einer Villa (52° 8′ 15,1″ N, 12° 35′ 26,1″ O)                                                               | Tulpenbaum (Liriodendron tulipifera). Kronendurchmesser 15 m                                  | Seltenheit (dendrologische Besonderheit), Eigenart           | 020-13 |
| BW   | Platane                   | Belzig, unterhalb der Burg Eisenhardt, neben dem Teich (52° 8′ 15,9″ N, 12° 34′ 59,2″ O)                                                                               | Ahornblättrige Platane (Platanus hispanica). Kronendurchmesser 15 m                           | Seltenheit, Eigenart, Größe, hohes Alter, Landschaftsbild    | 020-15 |
| BW   | Wildbirne                 | Belzig, südlich Belzig, 600 m südöstlich ehemaliger Schweinemastanlage, am südlichen Rand eines Tales. 2,2 km nordwestlich Kranepuhls. (52° 6′ 45,1″ N, 12° 35′ 29″ O) | Wildbirne (Pyrus pyraster). Kronendurchmesser 10 m                                            | Seltenheit, Eigenart, Landschaftsbild                        | 020-20 |

## Dippmannsdorf
| Bild | Bezeichnung | Lage | Beschreibung                                        | Schutzzweck                                                  | Nummer |
| ---- | ----------- | --- | --------------------------------------------------- | ------------------------------------------------------------ | ------ |
| BW   | Hexenbuche  | Dippmannsdorf, südlich von Dippmannsdorf, 500 m westlich der B102, 300 m nordwestlich der Forellenanlage, im Kiefernforst, am Hang einer ehemaligen Lehmgrube (52° 12′ 45,7″ N, 12° 35′ 34,2″ O) | Rot-Buche (Fagus sylvatica). Kronendurchmesser 21 m | Seltenheit, Eigenart (freiliegende Wurzeln), Landschaftsbild | 140-01 |

## Groß Briesen
| Bild | Bezeichnung             | Lage | Beschreibung                                                 | Schutzzweck                                  | Nummer |
| ---- | ----------------------- | --- | ------------------------------------------------------------ | -------------------------------------------- | ------ |
| BW   | Eiche                   | Groß Briesen, südlich Ortsteil Klein Briesen, 300 m nördlich des Hotels, westlich des Baches (52° 14′ 5,6″ N, 12° 30′ 46,8″ O)                                                         | Stiel-Eiche (Quercus robur). Kronendurchmesser 23 m          | Seltenheit, Eigenart, Landschaftsbild, Größe | 240-02 |
| BW   | drei Eichen am Bachufer | Groß Briesen, südlich Ortsteil Klein Briesen, 300 m nördlich des Hotels, östlich des Baches (52° 14′ 4,6″ N, 12° 30′ 49″ O)                                                            | 3 Stiel-Eichen (Quercus robur). Kronendurchmesser 22/16/11 m | Seltenheit, Eigenart, Landschaftsbild, Größe | 240-03 |
| BW   | Eiche 1                 | Groß Briesen, südlich Ortsteil Klein Briesen, 400 m nördlich des Hotels, östlich des Baches, oberhald des Bachufers, 30 m südlich des Begräbnisplatzes (52° 14′ 8″ N, 12° 30′ 50,1″ O) | Stiel-Eiche (Quercus robur). Kronendurchmesser 25 m          | Seltenheit, Eigenart, Größe                  | 240-04 |
| BW   | Eiche 2                 | Groß Briesen, südlich Ortsteil Klein Briesen, 400 m nördlich des Hotels, östlich des Baches, oberhald des Bachufers, 30 m südlich des Begräbnisplatzes (52° 14′ 9,4″ N, 12° 30′ 51″ O) | Stiel-Eiche (Quercus robur). Kronendurchmesser 25 m          | Seltenheit, Eigenart, Größe                  | 240-05 |
| BW   | zwei Eichen             | Groß Briesen, südlich Ortsteil Klein Briesen, 500 m nördlich des Hotels, östlich des Baches, oberhald des Bachufers, direkt neben dem Begräbnisplatz (52° 14′ 9,6″ N, 12° 30′ 52,8″ O) | 2 Stiel-Eichen (Quercus robur). Kronendurchmesser je 21 m    | Seltenheit, Eigenart, Größe                  | 240-06 |
| BW   | Fichte                  | Groß Briesen, südlich Ortsteil Klein Briesen, 400 m nördlich des Hotels, 20 m östlich des Baches, 30 m südlich des Begräbnisplatzes (52° 14′ 8,1″ N, 12° 30′ 51,6″ O)                  | Gemeine Fichte (Picea abies). Kronendurchmesser 18 m         | Seltenheit, Eigenart, Größe                  | 240-07 |

## Hagelberg
| Bild | Bezeichnung      | Lage | Beschreibung                                             | Schutzzweck                           | Nummer |
| ---- | ---------------- | --- | -------------------------------------------------------- | ------------------------------------- | ------ |
| BW   | Rot-Buche        | Hagelberg, 1 km südlich des Ortsteils Klein Glien, 250 m westlich des Weges zum ehemaligen Haltepunkt Borne (52° 7′ 26,5″ N, 12° 30′ 12,3″ O)                                                 | Rotbuche (Fagus sylvatica). Kronendurchmesser 25 m       | Seltenheit, Eigenart, Landschaftsbild | 264-01 |
| BW   | Dorf-Linde       | Hagelberg, Ortsteil Klein Glien, südlicher Straßenrand der B246, vor der Mauer zum Kirchhof (52° 7′ 54,5″ N, 12° 30′ 56,7″ O)                                                                 | Winter-Linde (Tilia cordata). Kronendurchmesser 24 m     | Seltenheit, Eigenart, Ortsbild        | 264-02 |
| BW   | Trauben-Eiche    | Hagelberg, östlich von Wiesenburg, südlich des Unteren Borner Weges, 1,4 km westlich des ehemaligen Haltepunktes Borne, an einer Weggabelung, vor dem Waldrand (52° 6′ 32,7″ N, 12° 29′ 7″ O) | Trauben-Eiche (Quercus petraea). Kronendurchmesser 20 m  | Seltenheit, Eigenart, Landschaftsbild | 264-03 |
| BW   | zwei Hain-Buchen | Hagelberg, 400 m südwestlich des ehemaligen Haltepunkts Borne, nahe einer Waldwegkreuzung, südlich einer Bahnbrücke (52° 6′ 14,5″ N, 12° 30′ 3,1″ O)                                          | Hain-Buche (Carpinus betulus). Kronendurchmesser 13/20 m | Seltenheit, Eigenart                  | 264-04 |
| BW   | Rot-Buche        | Hagelberg, südlicher Borner Rummel, 100 m nordwestlich von der Eisenbahnbrücke, am Wanderweg vom Haltepunkt Borne nach Wiesenburg (52° 6′ 27,8″ N, 12° 29′ 54,2″ O)                           | Rotbuche (Fagus sylvatica). Kronendurchmesser 19 m       | Seltenheit, Eigenart, Größe           | 264-05 |
| BW   | Eiche            | Hagelberg, 1 km südöstlich Hagelberg, westlich vom "Apfelberg" am Waldrand, nördlich von Grützdorf (52° 8′ 14,1″ N, 12° 32′ 8,2″ O)                                                           | Stiel-Eiche (Quercus robur). Kronendurchmesser 25 m      | Seltenheit, Eigenart, Landschaftsbild | 264-06 |

## Kuhlowitz
| Bild | Bezeichnung    | Lage | Beschreibung                                              | Schutzzweck                                  | Nummer |
| ---- | -------------- | --- | --------------------------------------------------------- | -------------------------------------------- | ------ |
| BW   | Krüppel-Kiefer | Kuhlowitz, SO Belzig, 500 m NW Preußnitz, nördlich der B102, freistehend auf Feld (52° 7′ 59,2″ N, 12° 37′ 25,6″ O) | Gemeine Kiefer (Pinus sylvestris). Kronendurchmesser 17 m | Seltenheit, Eigenart, Größe, Landschaftsbild | 328-01 |

## Lüsse
| Bild | Bezeichnung | Lage                                                                                     | Beschreibung                                         | Schutzzweck                           | Nummer |
| ---- | ----------- | ---------------------------------------------------------------------------------------- | ---------------------------------------------------- | ------------------------------------- | ------ |
| BW   | Dorf-Linde  | Lüsse, Lüsse, südöstlich neben der Kirche auf Kirchhof (52° 8′ 57,2″ N, 12° 39′ 24,7″ O) | Winter-Linde (Tilia cordata). Kronendurchmesser 13 m | Seltenheit, Eigenart, Größe, Ortsbild | 368-01 |

## Lütte
| Bild | Bezeichnung | Lage | Beschreibung                                        | Schutzzweck                           | Nummer |
| ---- | ----------- | --- | --------------------------------------------------- | ------------------------------------- | ------ |
| BW   | Dorf-Eiche  | Lütte, Ortsmitte, bei Kriegerdenkmal, nahe Feuerwehr (52° 11′ 58,6″ N, 12° 36′ 25,6″ O)                                                                         | Stiel-Eiche (Quercus robur). Kronendurchmesser 17 m | Seltenheit, Eigenart, Größe, Ortsbild | 372-01 |
| BW   | Rot-Buche   | Lütte, nördlich der Ortschaft Lütte, westlich der B102, westlich des Wohnhauses im "Ausbau Lütte", am Weg zum Wohnhaus im Wald (52° 12′ 27″ N, 12° 35′ 58,3″ O) | Rot-Buche (Fagus sylvatica). Kronendurchmesser 30 m | Seltenheit, Eigenart, Größe           | 372-02 |

## Neschholz
| Bild                                    | Bezeichnung | Lage                                                                          | Beschreibung                                        | Schutzzweck                                                 | Nummer |
| --------------------------------------- | ----------- | ----------------------------------------------------------------------------- | --------------------------------------------------- | ----------------------------------------------------------- | ------ |
| Direkt Bild zu diesem Denkmal hochladen | Dorf-Eiche  | Neschholz, ()                                                                 | Stiel-Eiche (Quercus robur). Kronendurchmesser 19 m | Seltenheit, Eigenart, Ortsbild                              | 412-01 |
| BW                                      | Linde       | Neschholz, Dorfstr. 19, gegenüber der Kirche (52° 9′ 5,8″ N, 12° 41′ 40,6″ O) | Linde (Tilia cf. vulgaris). Kronendurchmesser 15 m  | Seltenheit, Eigenart, kulturhistorische Bedeutung, Ortsbild | 412-02 |

## Ragösen
| Bild | Bezeichnung            | Lage | Beschreibung                                        | Schutzzweck                           | Nummer |
| ---- | ---------------------- | --- | --------------------------------------------------- | ------------------------------------- | ------ |
| BW   | Dorf-Eiche             | Ragösen, Ortslage, neben der Gaststätte, nahe der Kirche (52° 14′ 26,1″ N, 12° 34′ 48,7″ O)                                                                                  | Stiel-Eiche (Quercus robur). Kronendurchmesser 19 m | Seltenheit, Eigenart, Größe, Ortsbild | 500-03 |
| BW   | Eiche 1 auf Bullenberg | Ragösen, Bullenberg, westlich des Ortes Ragösen, südlich des Bullenberger Baches, an der Auffahrt, oberhalb der Gabelung (52° 14′ 32″ N, 12° 33′ 49,7″ O)                    | Stiel-Eiche (Quercus robur). Kronendurchmesser 21 m | Seltenheit, Eigenart, Landschaftsbild | 500-04 |
| BW   | Eiche 2 auf Bullenberg | Ragösen, Bullenberg, westlich des Ortes Ragösen, südlich des Bullenberger Baches, an der Auffahrt, oberhalb der Gabelung (52° 14′ 32,6″ N, 12° 33′ 50,1″ O)                  | Stiel-Eiche (Quercus robur). Kronendurchmesser 17 m | Seltenheit, Eigenart, Landschaftsbild | 500-05 |
| BW   | Eiche 3 auf Bullenberg | Ragösen, Bullenberg, westlich des Ortes Ragösen, südlich des Bullenberger Baches, rechts der Auffahrt/Gabelung (52° 14′ 32,7″ N, 12° 33′ 48,9″ O)                            | Stiel-Eiche (Quercus robur). Kronendurchmesser 17 m | Seltenheit, Eigenart, Landschaftsbild | 500-06 |
| BW   | Eiche 4 auf Bullenberg | Ragösen, Bullenberg, westlich des Ortes Ragösen, südlich des Bullenberger Baches, rechts neben der Auffahrt, etwas unterhalb der Gabelung (52° 14′ 33″ N, 12° 33′ 49″ O)     | Stiel-Eiche (Quercus robur). Kronendurchmesser 17 m | Seltenheit, Eigenart, Landschaftsbild | 500-07 |
| BW   | Eiche 5 auf Bullenberg | Ragösen, Bullenberg, westlich des Ortes Ragösen, südlich des Bullenberger Baches, rechts neben der Auffahrt, etwas unterhalb der Gabelung (52° 14′ 33,1″ N, 12° 33′ 48,6″ O) | Stiel-Eiche (Quercus robur). Kronendurchmesser 17 m | Seltenheit, Eigenart, Landschaftsbild | 500-08 |
| BW   | Eiche 6 auf Bullenberg | Ragösen, Bullenberg, westlich des Ortes Ragösen, hinter dem Forsthaus, am Hang zum Bullenberger Bach (52° 14′ 31,4″ N, 12° 33′ 45,4″ O)                                      | Stiel-Eiche (Quercus robur). Kronendurchmesser 17 m | Seltenheit, Eigenart, Landschaftsbild | 500-09 |
| BW   | Eiche 7 auf Bullenberg | Ragösen, Bullenberg, westlich des Ortes Ragösen, hinter dem Forsthaus weiter im Bestand am Hang zum Bullenberger Bach (52° 14′ 32,4″ N, 12° 33′ 47,1″ O)                     | Stiel-Eiche (Quercus robur). Kronendurchmesser 17 m | Seltenheit, Eigenart, Landschaftsbild | 500-10 |